# Žljezdasti nedirak
Žljezdasti nedirak (lat. Impatiens glandulifera) jednogodišnja je biljka iz porodice balzaminovki (Balsaminaceae). Glavni korijen razvija se na dubini od oko 15 cm, a pri dnu stabljike razvija se adventivno korijenje. 

## Opis
Na debeloj i jednostavnoj stabljici nalazimo suličaste do eliptične listove duge 5 do18, a široke 2,5 do 7 cm. Vrh lista ušiljen je, a rub pilast. Purpurno-ružičasti, rijetko bijeli, cvjetovi veliki su 2,5 do 4 cm. Ocvjećje je građeno od 3 lapa i 5 latica. Gornja latica je najveća, a 4 donje srasle su u po dva lateralna para. Pet prisutnih prašnika slobodno je. Plodnica je nadrasla i sastoji se od 5 međusobno sraslih plodnih listova. Plod je kijačasti tobolac dužine od 1,5 do 3 cm i glatke površine.

## Distribucija i stanište
Zavičajni i areal vrste nalazi se u podnožju Himalaja od sjeveroistočnog Pakistana do sjeverne Indije. Žljezdasti nedirak unesena je i invazivna vrsta u dijelovima Europe, Kanade, SAD-a i Novog Zelanda Žljezdasti nedirak unesen je u Europu kao ukrasna vrsta, a u mnogim se europskim zemljama proširio slučajno, iz vrtova. Stanište žljezdastog nedirka su vlažna područja. U autohtonom arealu raste u vlažnim visokoplaninskim dolinama gdje se grupira, ali ne razvija monokulture. U Europi raste uglavnom uz obale rijeka, ali moguće ga je naći u šumama, uz pruge i u gradskim naseljima. Tvori guste monokulture.
U Hrvatskoj se žljezdasti nedirak prvi puta javlja krajem 60-ih i početkom 70-ih godina 20. stoljeća. 1968. zabilježen je uz obale Save uzvodno od Zagreba, gdje se proširio iz Slovenije. Prema podacima iz 2016. godine najrašireniji je na sjeverozapadu i istoku Hrvatske te u Pokuplju.

## Invazivnost
Može istisnuti zavičajne vrste sa staništa kompeticijom za polinatore, a usto mijenja sastav zajednice beskralježnjaka na staništu. Predstavnik je ruderalne vegetacije.
Žljezdasti nedirak pokazuje jaku kompetitivnu prednost čak i nad inače vrlo produktivnim zavičajnim vrstama kao što je kopriva (Utrica dioica) za što vjerojatno djelomično zaslužna i alelopatija ili veća tolerancija stresnih uvjeta poput manjka nutrijenata.